# Furstbiskopsstiftet Münster
Furstbiskopsstiftet Münster var ett biskopsstift,
sedan 1100-talet furstbiskopsstift, det största i Westfaliska kretsen och hade en yta på omkring 9 900 km2.
Bland furstbiskoparna må nämnas Christoph Bernhard von Galen, som förde krig med Sverige. Efter 1719
var ärkebiskoparna av Köln tillika furstbiskopar i Münster. Genom riksdeputationshuvudbeslutet 1803
sekulariserades stiftet, och dess område delades emellan Preussen, hertigen av Holstein-Oldenburg, hertigen av Arenberg m. fl. Preussen bildade av sina andelar (omkring 5 500 km)
furstendömet Münster, som 1807 förenades med det nybildade storhertigdömet Berg och 1810
med franska kejsardömet. Genom Wienkongressen
(1814-15) återfick Preussen furstendömet, som bildade huvudbeståndsdelen i regeringsområdet Münster.

## Källa
Den här artikeln är helt eller delvis baserad på material från Nordisk familjebok, Münster, 1904–1926.